# Литвинов, Александр Георгиевич
Александр Георгиевич Литвинов (род. 9 октября 1950, Красный Луч, Ворошиловградская область) — организатор кинопроизводства, продюсер, Заслуженный работник культуры Российской Федерации (2001), Лауреат Государственной премии Российской Федерации (2003). Первый заместитель генерального директора киноконцерна «Мосфильм», генеральный продюсер киноконцерна «Мосфильм» (с 1998 года по 2008 год). Действительный член Национальной Академии кинематографических наук и искусств, член Союза кинематографистов России, член киноакадемии «НИКА», член правления Гильдии продюсеров России.

## Биография
В 1976 году окончил Симферопольский государственный университет.
В 1980 году окончил курсы повышения квалификации творческих и руководящих работников кинематографии при ВГИКе.
С 1976 г. по 1978 г. работал в объединении «Союзгосцирк» заведующим постановочной частью коллектива «Цирк-Ревю».
С 1978 г. на киностудии «Мосфильм» занимал должность заместителя директора кинокартины и директора кинокартины.
С 1998 г. работает директором творческого объединения «Жанр» киноконцерна «Мосфильм» (художественный руководитель В. В. Меньшов).
С 1990 г. по 1992 г. — коммерческий директор киноконцерна «Мосфильм».
С 1992 г. по 1998 г. — директор творческого объединения «Жанр» киноконцерна «Мосфильм».
С 1998 г. по 2008 г. — первый заместитель генерального директора, генеральный продюсер киноконцерна «Мосфильм».
В 2006 г. создана «Продюсерская компания Александра Литвинова». Также является учредителем и продюсером компании «Жанр» (руководитель В. В. Меньшов). Проводит мастер-классы во ВГИКе и на курсах подготовки работников кинематографии на «Мосфильме».
С 2018 г. ведет мастерскую продюсирования кино и телевидения в ВКРС (Высшие курсы сценаристов и режиссёров, член экспертного совета премии «Золотой орёл».

## Награды
- 1997 г. — Медаль «В память 850-летия Москвы»[источник не указан 1934 дня].
- 2001 г. — Заслуженный работник культуры Российской Федерации (21 ноября 2001 года) — за заслуги в области культуры и многолетнюю плодотворную работу[4].
- 2003 г. — Государственная премия Российской Федерации в области киноискусства 2002 года (5 июня 2003 года) — за художественный фильм «Звезда»[5].
- 2011 г. — Медаль ордена «За заслуги перед Отечеством» II степени (28 апреля 2011 года) — за заслуги в развитии отечественной культуры и искусства, многолетнюю плодотворную деятельность[6].
- 2021 г. — Медаль ордена «За заслуги перед Отечеством» I степени (11 мая 2021 года) — за заслуги в развитии отечественной культуры и искусства, многолетнюю плодотворную деятельность[7]

## Номинации и премии
1997 г. — фильм «Ермак» номинирован на премию «Ника».
1998 г. — фильм «Ермак» номинирован на ТЭФИ как игровой фильм.
1999 г. — Литвинову А. Г. вручена Международная премия Ассоциации производителей кино (МРА) за выдающиеся достижения в развитии независимого кинопроизводства в России.
2000 г. — получил национальную премию кинокритики и кинопрессы России «Золотой Овен» как лучший продюсер.
2002 г. — фильм «Звезда» выдвинут в номинации «Лучший игровой фильм» на соискание национальной кинематографической премии России «Золотой Орёл».
2003 г. — фильм «Звезда» номинирован на премию «Ника» в 6 номинациях, по трем из которых премия присуждена.
Также фильм «Звезда» получил гран-при на Х Международном кинофестивале во Франции (г. Онфлёр), ХII Международном кинофестивале в Корее (г. Пхеньян), а также специальный приз «Серебряная ладья» на фестивале «Окно в Европу» (г. Выборг) и ещё много других наград.
Также были отмечены различными премиями и другие работы А. Г. Литвинова:
- «Приз за лучший детский фильм» — кинокартине «Борцу не больно» — «Санкт-Петербургский благотворительный детский фестиваль».
- Кинофестиваль «Улыбнись Россия!» — Гран-при — фильм «Калачи».
- Международный кинофестиваль «Восток-запал» — г. Оренбург -Гран-при — фильм «Доктор».
- Участие в конкурсе Московского Международного кинофестиваля — «Приз зрительских симпатий» — кинокартине «Белый ягель».
- Национальный телевизионный конкурс «ТЭФИ Бессмертный полк» — Гран-при — фильм «Дорога на Берлин».
- Российский кинофестиваль в г. Санкт-Петербург «Виват кино России!» — «Гран-при» кинокартине «Крик тишины».
- Международный фестиваль «Cine la vista» — Аргентина — «Крик тишины» — приз «Лучший полнометражный фильм».
- Международный фестиваль «Shingel» — Германия — «Лучший фильм» фильм вручен кинокартине «Крик тишины».
- Приз Российского военно-исторического общества — «За верность исторической правде» вручен кинокартине «Крик Тишины»[источник не указан 1934 дня].

## Фильмография
| Название произведения                   | Год выпуска | Должность                               | Киностудия                                   |  |
| --------------------------------------- | ----------- | --------------------------------------- | -------------------------------------------- |  |
| «Огонь»                                 | 1978        | Зам.директора картины                   | «Мосфильм»                                   |  |
| «Лабиринт»                              | 1979        | Зам.директора картины                   | «Мосфильм»                                   |  |
| «Красные колокола»                      | 1981        | Зам.директора картины                   | «Мосфильм»                                   |  |
| «Любовь и голуби»                       | 1983        | Директор картины                        | «Мосфильм»                                   |  |
| «Грибоедов» (не завершен)               | 1984        | Директор картины                        | «Мосфильм»                                   |  |
| «Скакал казак через долину»             | 1986        | Директор картины                        | «Мосфильм»                                   |  |
| «Холодное лето пятьдесят третьего»      | 1987        | Директор Творческого объединения «Жанр» | «Мосфильм»                                   |  |
| «Делай раз»                             | 1989        | Директор ТО «Жанр»                      | «Мосфильм»                                   |  |
| «Криминальный квартет»                  | 1989        | Директор ТО «Жанр»                      | «Мосфильм»                                   |  |
| «Две стрелы. Детектив каменного века»   | 1989        | Директор ТО «Жанр»                      | «Мосфильм»                                   |  |
| «Виват, гардемарины»                    | 1991        | Директор ТО «Жанр»                      | «Мосфильм»                                   |  |
| «Гардемарины −3»                        | 1992        | Директор ТО «Жанр»                      | «Мосфильм»                                   |  |
| «Ермак»                                 | 1994        | Продюсер                                | ТО «Жанр» «Мосфильм»                         |  |
| «Ширли-мырли»                           | 1995        | Продюсер                                | «Мосфильм»                                   |  |
| «Ермак» сериал 5 серий                  | 1996        | Продюсер                                | Киностудия «Жанр»                            |  |
| «Любовь зла»                            | 1999        | Продюсер                                | «Мосфильм»                                   |  |
| «Китайский сервиз»                      | 1999        | Продюсер                                | «Мосфильм»                                   |  |
| «Кадриль»                               | 1999        | Продюсер                                | «Мосфильм»                                   |  |
| «Сергей Бондарчук» документальный фильм | 2000        | Продюсер                                | «Мосфильм»                                   |  |
| «Зависть богов»                         | 2000        | Продюсер                                | Киностудия «Жанр»                            |  |
| «101-й километр»                        | 2001        | Продюсер                                | Киностудия «Жанр»                            |  |
| «Звезда»                                | 2002        | Продюсер                                | «Мосфильм»                                   |  |
| «Жизнь одна»                            | 2003        | Продюсер                                | Киностудия «Жанр»                            |  |
| «Сосед»                                 | 2004        | Продюсер                                | Киностудия «Жанр»                            |  |
| «Сделка» 8 серий                        | 2004        | Продюсер                                | Кинокомпания «Киномир»                       |  |
| «Время собирать камни»                  | 2004        | Продюсер                                | Киностудия «Жанр»                            |  |
| «Продается дача»                        | 2005        | Продюсер                                | «Киномир»                                    |  |
| «Платки»                                | 2007        | Продюсер                                | Киностудия «Жанр»                            |  |
| «07-й меняет курс»                      | 2007        | Продюсер                                | «Киномир»                                    |  |
| «Холодное солнце»                       | 2008        | Продюсер                                | «Киномир»                                    |  |
| «Бухта страха» 8 серий                  | 2008        | Продюсер                                | «Киномир»                                    |  |
| «Шепот оранжевых облаков»               | 2009        | Продюсер                                | «Киномир»                                    |  |
| «Люди добрые»                           | 2009        | Продюсер                                | «Киномир»                                    |  |
| «Двойная пропажа»                       | 2010        | Продюсер                                | «Продюсерская компания Александра Литвинова» |  |
| «Партия в бридж»                        | 2010        | Продюсер                                | Киностудия «Жанр»                            |  |
| «Все ради тебя» 8 серий                 | 2010        | Продюсер                                | «Киномир»                                    |  |
| «Китайская бабушка»                     | 2010        | Продюсер                                | Киностудия «Жанр»                            |  |
| «Калачи»                                | 2011        | Продюсер                                | «ПК А.Литвинова»                             |  |
| «Борцу не больно»                       | 2011        | Продюсер                                | Киностудия «Жанр»                            |  |
| «Москва не Москва»                      | 2011        | Продюсер                                | «ПК А.Литвинова»                             |  |
| «Шахта»                                 | 2012        | Продюсер                                | «ПК А.Литвинова»                             |  |
| «Доктор»                                | 2012        | Продюсер                                | Киностудия «Жанр»                            |  |
| «Обнимая небо» 12 серий                 | 2013        | Продюсер                                | «ПК А.Литвинова»                             |  |
| «Белый ягель»                           | 2014        | Продюсер                                | Киностудия «Жанр»                            |  |
| «Дорога на Берлин»                      | 2015        | Продюсер                                | «ПК А.Литвинова»                             |  |
| «Крик тишины»                           | 2019        | Продюсер                                | «ПК А.Литвинова»                             |  |
| «Бансу» (в производстве)                | 2020        | Продюсер                                | «1-2-3 Продакшн»                             |  |

## Личная жизнь
Женат, есть дочь.